# Paul Young

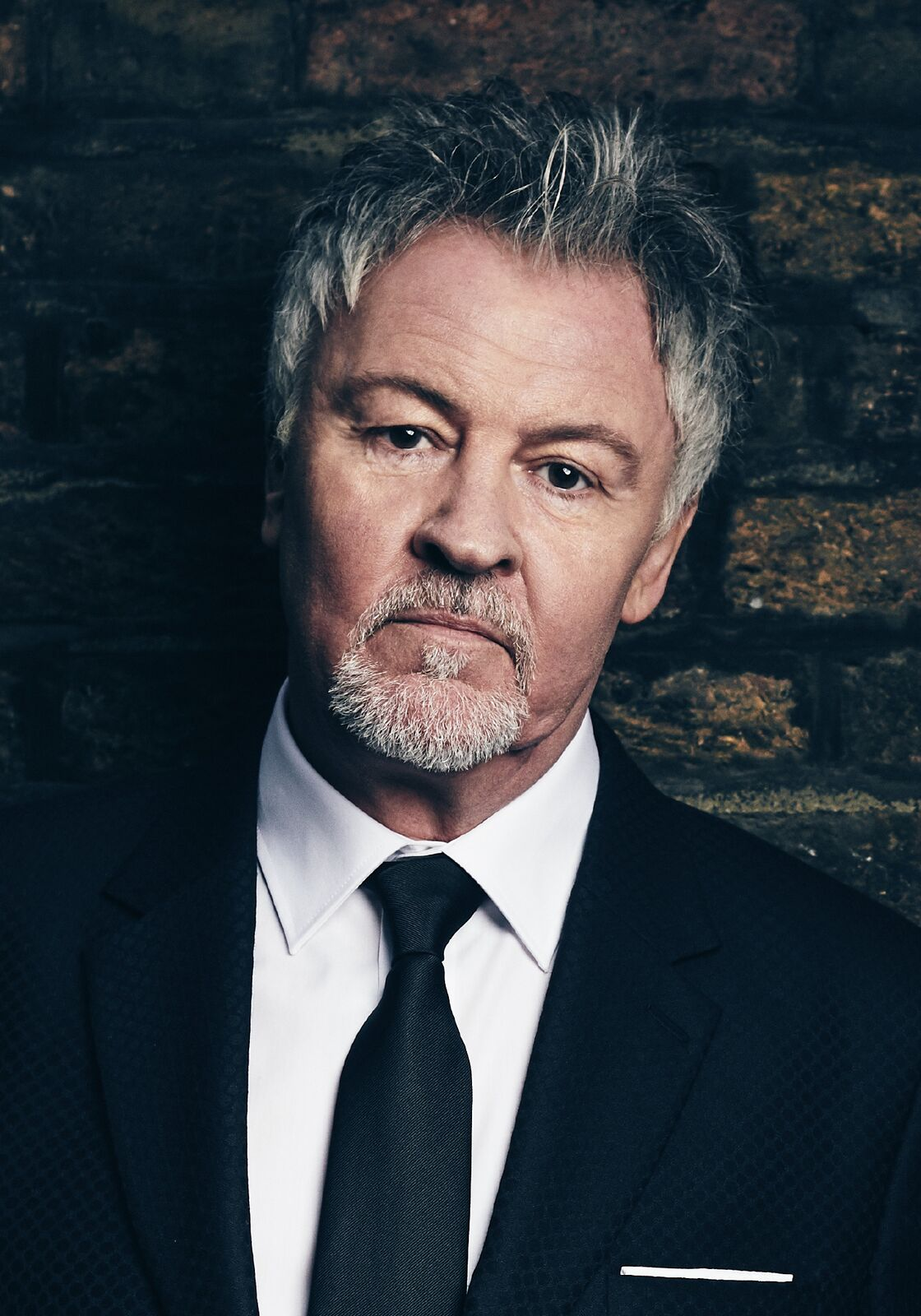
Paul Young (2017)

Paul Anthony Young (* 17. Januar 1956 in Luton, England) ist ein britischer Sänger und Songschreiber, der ab 1983 mit Hitsingles wie Come Back and Stay, Love of the Common People und Every Time You Go Away international bekannt wurde. Mit dem 1947 geborenen Popsänger gleichen Namens ist er nicht verwandt.

## Karriere

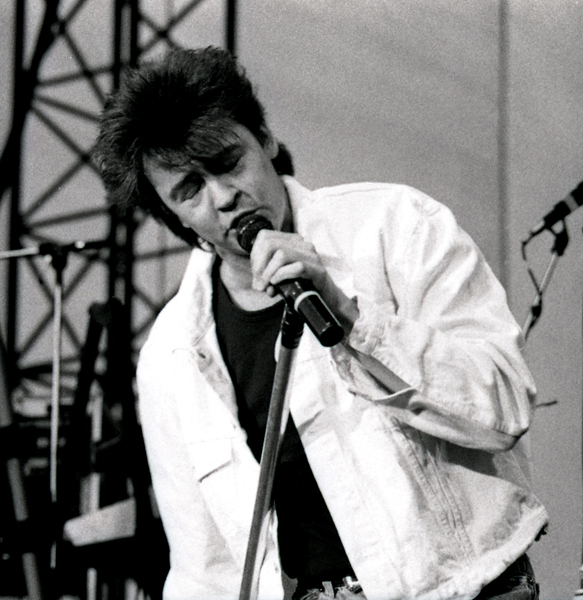
Paul Young (1987)

Young war lange Jahre Mitglied der Band Q-Tips. Seit Frühjahr 1983 ist er als Solist erfolgreich. Mit einer Coverversion des Marvin-Gaye-Titels Wherever I Lay My Hat und dem dazugehörigen Album No Parlez, produziert von Laurie Latham, erreichte er Platz 1 in Großbritannien. Weitere Hits aus der LP waren Come Back and Stay und Love of the Common People, die sich auch in Deutschland in den Top 10 platzierten. Ende 1984 war Young Mitglied des Band-Aid-Projektes.
Wegen stimmlicher Probleme musste sich Young ab Mitte 1987 eine Zeit lang vom Showgeschäft zurückziehen. Nach einem größeren Auftritt bei Nelson Mandelas Geburtstagskonzert konnte er ab Frühjahr 1990 gelegentlich wieder in die Charts einsteigen.
Auf dem im Wembley-Stadion London veranstalten Freddie Mercury Tribute Concert am 20. April 1992 sang er mit den verbliebenen Queen-Musikern das Lied Radio Ga Ga.
Seit 1993 ist er neben seiner Solokarriere auch Sänger in der Tex-Mex-Band Los Pacaminos. 1995 nahm er mit Vangelis den Titel Losing Sleep für dessen Album Voices auf. 2005 war er gemeinsam mit Mike d’Abo und Paul Jones von Manfred Mann auf Tour.

## Privates
Paul Young heiratete 1987 Stacey Smith, die in seinem Musikvideo zu Come Back and Stay die weibliche Hauptrolle gespielt hatte. Mit ihr zusammen hat er drei Kinder (* 1987, * 1994, * 1996). 
Seine erste Ehefrau starb am 26. Januar 2018 im Alter von 52 Jahren an einem Hirntumor.
Am 12. Juli 2024 heiratete er seine Partnerin Lorna, mit der er seit 2018 liiert war.
Young hat zwei Geschwister, Mark und Joanne. 
Als Beruf lernte er Automechaniker bei Vauxhall Motors in Luton.

## Sonstiges
Die Hintergrundstimmen auf Come Back and Stay stammen von dem damals als The Fabulous Wealthy Tarts aufgetretenen Duo Kim Lesley and Maz Roberts. Wenig bekannt ist, dass Paul Youngs größter Erfolg eine Coverversion ist. Das Lied wurde zuvor von Jack Lee für seine damalige Punkpop-Band The Nerves geschrieben und 1981 auf einem Soloalbum veröffentlicht.

## Auszeichnungen

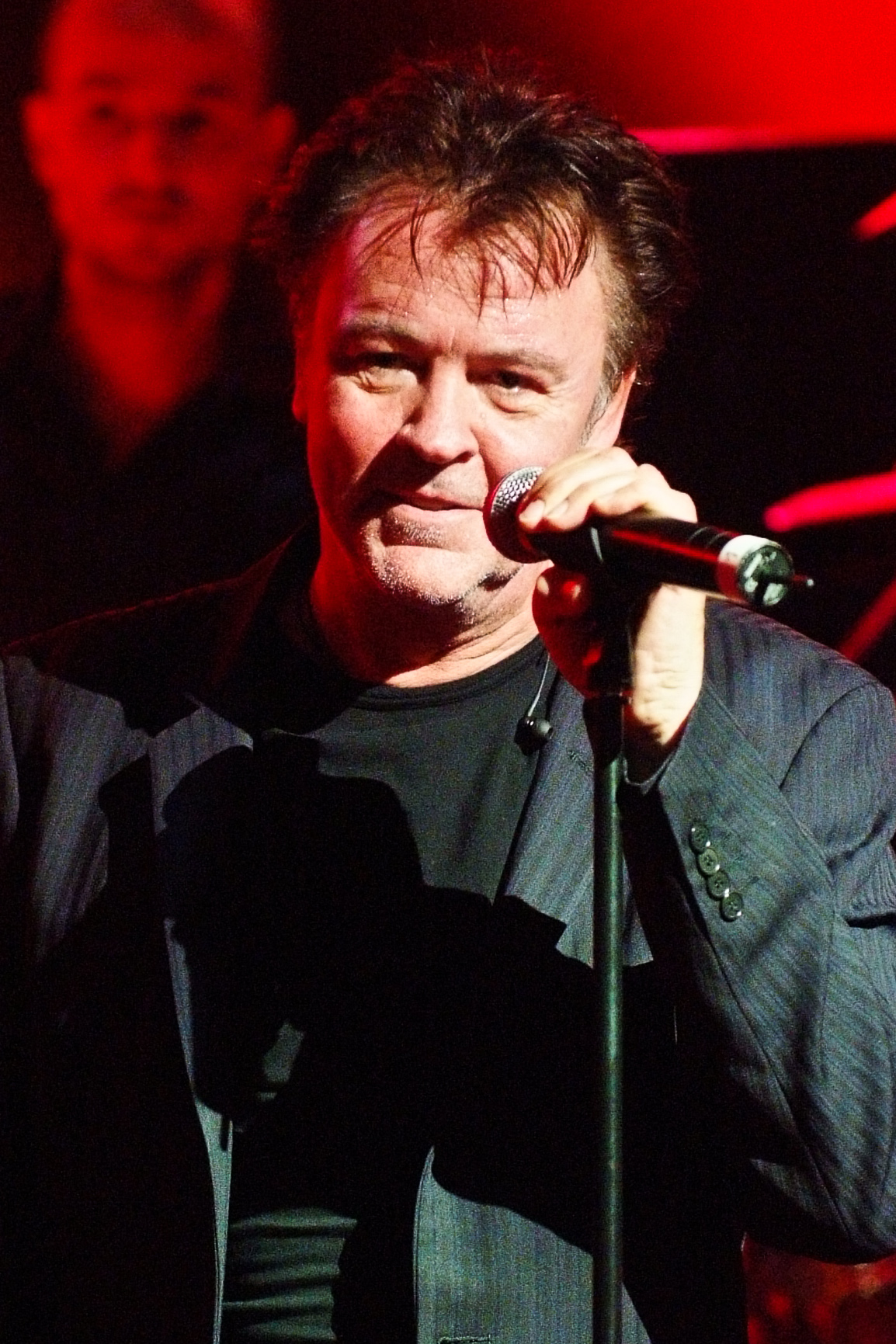
Paul Young (2009)

Young wurde drei Mal mit dem Brit Award ausgezeichnet:
- 1984: British Breakthrough Act
- 1985: British Male Solo Artist
- 1986: British Video für Every Time You Go Away

RSH-Gold
- 1994: in der Kategorie „Klassiker des Jahres“[4]

## Diskografie
Studioalben

| Jahr | Titel                                  | Höchstplatzierung, Gesamtwochen, AuszeichnungChartplatzierungen (Jahr, Titel, Platzierungen, Wochen, Auszeichnungen, Anmerkungen) | Höchstplatzierung, Gesamtwochen, AuszeichnungChartplatzierungen (Jahr, Titel, Platzierungen, Wochen, Auszeichnungen, Anmerkungen) | Höchstplatzierung, Gesamtwochen, AuszeichnungChartplatzierungen (Jahr, Titel, Platzierungen, Wochen, Auszeichnungen, Anmerkungen) | Höchstplatzierung, Gesamtwochen, AuszeichnungChartplatzierungen (Jahr, Titel, Platzierungen, Wochen, Auszeichnungen, Anmerkungen) | Höchstplatzierung, Gesamtwochen, AuszeichnungChartplatzierungen (Jahr, Titel, Platzierungen, Wochen, Auszeichnungen, Anmerkungen) | Anmerkungen                                                                                      |
| Jahr | Titel                                  | DE | AT | CH | UK | US | Anmerkungen                                                                                      |
| ---- | -------------------------------------- | --- | --- | --- | --- | --- | ------------------------------------------------------------------------------------------------ |
| 1983 | No Parlez                              | DE1 Platin · (35 Wo.)DE | AT4 (12 Wo.)AT | CH1 (25 Wo.)CH | UK1 ×3Dreifachplatin · (120 Wo.)UK                                                                                                | US79 (22 Wo.)US | Erstveröffentlichung: 18. Juli 1983 Produzent: Laurie Latham                                     |
| 1985 | The Secret of Association              | DE6 (22 Wo.)DE | AT20 (4 Wo.)AT | CH4 (11 Wo.)CH | UK1 ×2Doppelplatin · (49 Wo.)UK                                                                                                   | US19 Gold · (43 Wo.)US | Erstveröffentlichung: 25. März 1985 Verkäufe: + 1.720.254; Produzent: Laurie Latham              |
| 1986 | Between Two Fires                      | DE63 (1 Wo.)DE | — | CH27 (1 Wo.)CH | UK4 Platin · (17 Wo.)UK | US77 (17 Wo.)US | Erstveröffentlichung: 20. Oktober 1986 Produzenten: Hugh Padgham, Ian Kewley, Paul Young         |
| 1990 | Other Voices                           | — | — | — | UK4 Gold · (11 Wo.)UK | US142 (13 Wo.)US | Erstveröffentlichung: 4. Juni 1990 Produzenten: Bob Clearmountain, Michael H. Brauer, Peter Wolf |
| 1993 | The Crossing                           | DE82 (9 Wo.)DE | — | — | UK27 (2 Wo.)UK | — | Erstveröffentlichung: Oktober 1993 Produzenten: Don Was, Peter Vale, Chris Neil, Steve Lindsey   |
| 1994 | Reflections                            | — | — | — | UK64 (2 Wo.)UK | — | Erstveröffentlichung: November 1994 Produzent: Ian Levine                                        |
| 1997 | Paul Young                             | DE90 (1 Wo.)DE | — | — | UK39 (2 Wo.)UK | — | Erstveröffentlichung: Mai 1997 Produzenten: Greg Penny, Paul Young                               |
| 2006 | Rock Swings: On the Wild Side of Swing | DE89 (2 Wo.)DE | — | — | — | — | Erstveröffentlichung: Oktober 2006                                                               |
| 2016 | Good Thing                             | — | — | — | UK87 (1 Wo.)UK | — | Erstveröffentlichung: 15. April 2016 Produzent: Arthur Baker                                     |

Weitere Studioalben
- 1978: London (Streetband feat. Paul Young)
- 1979: Dilemma (Streetband feat. Paul Young)
- 1984: Paul Young & Q-Tips (mit The Q Tips)
- 2023: Behind The Lens